# Azima tetracantha
Azima tetracantha är en tvåhjärtbladig växtart som beskrevs av Jean-Baptiste de Lamarck. Azima tetracantha ingår i släktet Azima och familjen Salvadoraceae. Inga underarter finns listade i Catalogue of Life.

## Bildgalleri

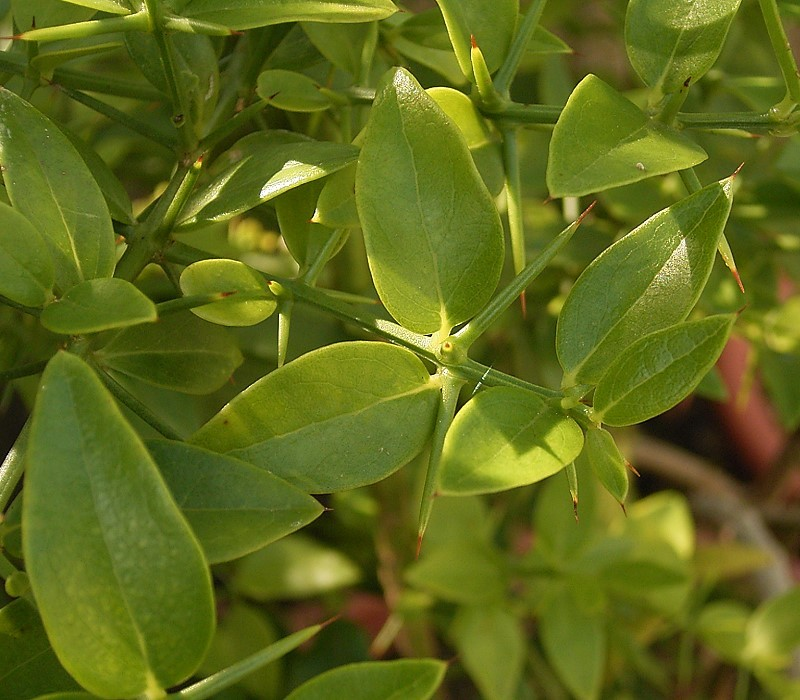
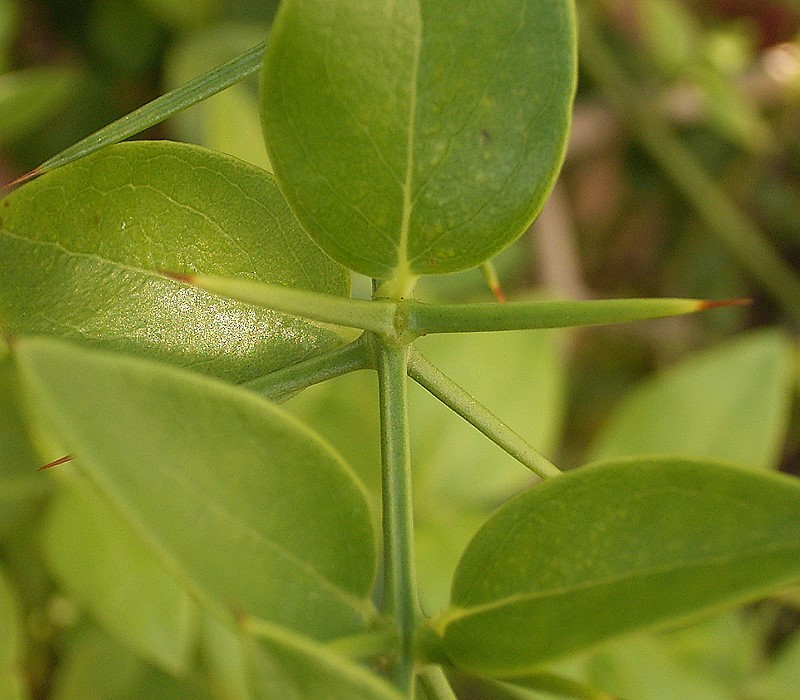